# Glicilcicline
Le glicilcicline sono una classe di farmaci antimicrobici appartenenti alla famiglia delle tetracicline. Un esempio di glicilciclina è la tigeciclina, ampiamente utilizzata negli ospedali sia per via endovenosa (in questo caso mediante infusione endovenosa lenta, con un tempo che varia tra i 30 e i 60 minuti) sia come polvere per soluzione per infusione (con una dose di 50 mg disciolti in 5 ml di soluzione).

## Terapie
La terapia dipende dalla gravità della malattia, dal sito dell'infezione e dalla risposta clinica del paziente. La tigeciclina non può essere somministrata a bambini di età inferiore agli 8 anni a causa del rischio di decolorazione dei denti, né a adolescenti sotto i 18 anni per evitare effetti indesiderati.
Questo farmaco può essere utilizzato per trattare patologie come l'insufficienza epatica, in cui non è necessario un aggiustamento posologico per forme lievi o moderate. Per l'insufficienza renale, invece, non sono previsti aggiustamenti posologici, neanche nei pazienti in emodialisi.
La tigeciclina può essere somministrata per via endovenosa.

## Effetti collaterali e controindicazioni
La tigeciclina può causare alcuni effetti collaterali, tra cui nausea, vomito, diarrea e reazioni al sito di iniezione. In rari casi, sono stati segnalati effetti collaterali più gravi come danni epatici, reazioni allergiche e alterazioni nel numero di cellule del sangue (leucopenia, trombocitopenia). È fondamentale monitorare i pazienti per la comparsa di tali sintomi durante il trattamento. La tigeciclina è controindicata in pazienti con ipersensibilità nota alla tigeciclina o ad altri componenti del farmaco. Inoltre, deve essere usata con cautela in pazienti con insufficienza epatica grave, poiché il farmaco viene parzialmente metabolizzato dal fegato.

## Interazioni farmacologiche
La tigeciclina può interagire con altri farmaci, quindi è importante informare il medico di tutti i farmaci assunti dal paziente. In particolare, può interagire con anticoagulanti (come il warfarin), aumentando il rischio di sanguinamento. Inoltre, potrebbe esserci una diminuzione dell'efficacia della tigeciclina se somministrata contemporaneamente a farmaci antibatterici che agiscono su batteri Gram-negativi, come le penicilline o le cefalosporine.